# Castor fiber vistulanus
Sous-espèce
Castor fiber vistulanus  est une sous-espèce du Castor européen (Castor fiber), traditionnellement présente sur le territoire de l'Allemagne et de la Pologne. L'état de conservation actuel de la sous-espèce est incertain.

## Systématique
La sous-espèce Castor fiber vistulanus a été initialement décrite en 1907 par le zoologiste allemand Paul Matschie (1861–1926) sous le protonyme de Castor vistulanus.

## Étymologie
Son épithète spécifique, vistulanus, fait référence à la Vistule, le principal fleuve polonais.